# Ломово (Старицкий район)
Ломово — деревня в Старицком районе Тверской области. Входит в состав сельского поселения «станция Старица».

## География
Находится в южной части Тверской области на расстоянии приблизительно 17 км на юг-юго-запад от районного центра города Старица.

## История
Деревня была отмечена ещё на карте 1825 года. В 1859 году здесь (деревня Зубцовского уезда) было учтено 18 дворов, в 1941 — 35. До 2012 года входила в состав Корениченского сельского поселения.

## Население
Численность населения: 162 человека (1859 год), 3 (русские 33 %, украинцы 67 %) в 2002 году, 1 в 2010.